# The Tap Tap

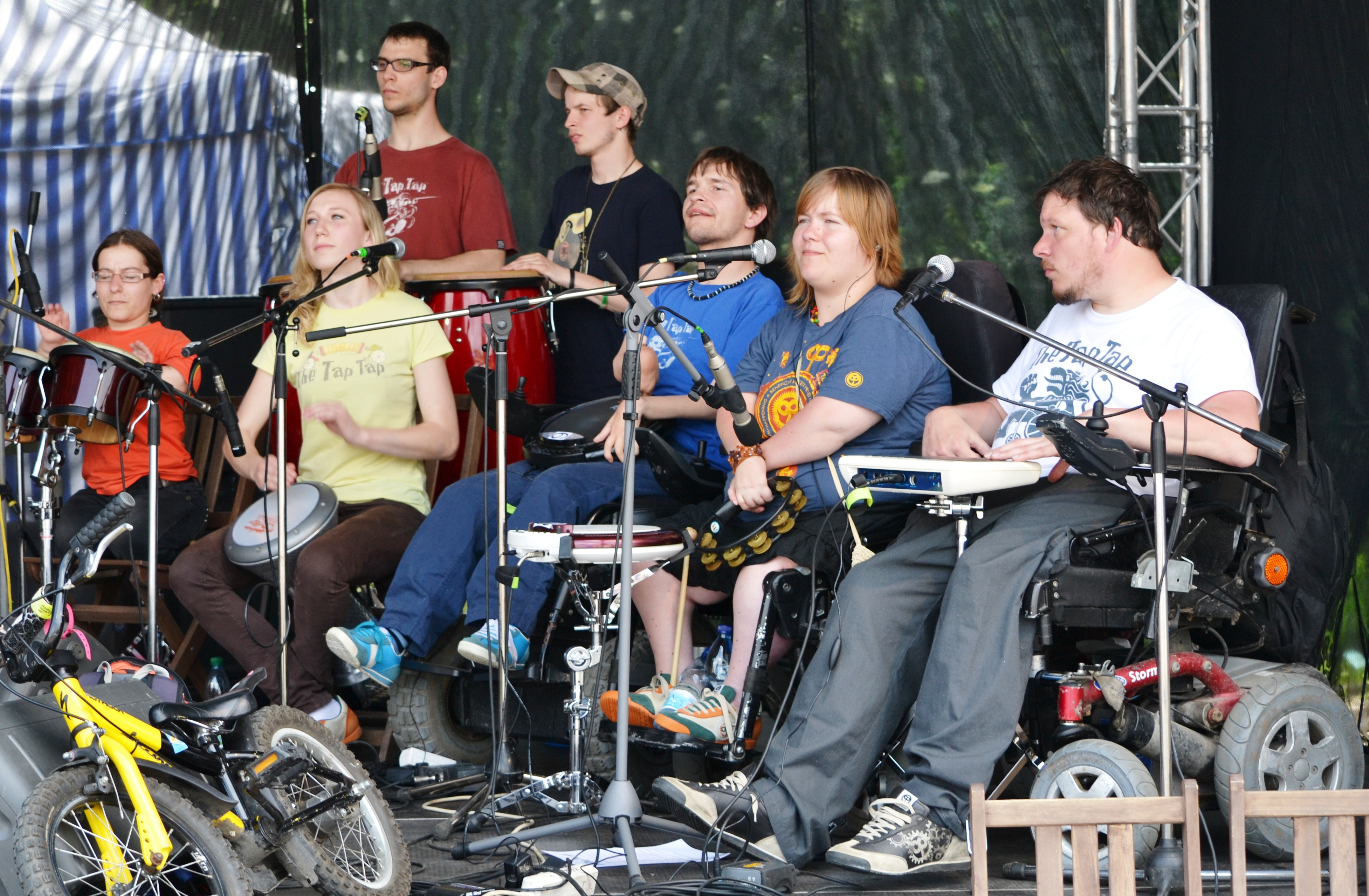
Část skupiny The Tap Tap v roce 2013

The Tap Tap je česká kapela studentů a absolventů škol Jedličkova ústavu, založená v roce 1998 Šimonem Ornestem.

## Vznik souboru, sídlo
Kapelu založil v roce 1998 původně jako hudební kroužek na domově mládeže škol Jedličkova ústavu a škol (JÚaŠ)  Šimon Ornest  (* 1974, syn Jiřího Ornesta), hudebník a pedagog, který v Jedličkově ústavu nastoupil v roce 1996 jako vychovatel a stal se kapelníkem a manažerem orchestru.
Od roku 2014 pracuje orchestr v rámci Zapsaného spolku TAP, který se zabývá rozvojem dovedností a schopností osob ze skupin ohrožených sociální exkluzí, především studentů a studentek škol Jedličkova ústavu v Praze na Vyšehradě a mj. zajišťuje vzdělávací a kvalifikační kurzy, organizování kulturních a sportovních aktivit a projektů integračního charakteru, bezbariérovou dopravu aj.
Sídlem kapely je Jedličkův ústav, kde má svoji vlastní zkušebnu, pilotní bezbariérové nahrávací studio, kancelář a učebnu. 

## Obsazení
V původním hudebním kroužku se vystřídala řada členů, studentů školy. V kapele The Tap Tap je již stálá sestava muzikantů, v roce 2018 ji tvoří 20 členů, přičemž kromě 5 profesionálních hudebníků je většina s různými zdravotními hendikepy nebo se pohybují na vozíčku.
- Šimon Ornest – kapelník, dirigent, manažer
- Ladislav Angelovič – moderátor, elektronické bicí
- Jiří Holzmann – frontman kapely, hlavní zpěvák
- Jana Augustinová – hlavní zpěvačka, lektorka, tamburína
- Jan Macháček – africký buben djembe, zpěv
- Petr Tomek – africký buben djembe, klávesy, zpěv
- Petr Hudec – klávesy, zpěv
- Petr Burda – perkuse, samplery
- Jan Polák – baskytara
- Vít Feller – tamburíny, temple bloky
- Michal Kabát – elektronické bicí
- Patricie Kolhamrová – africký buben darbuka, zpěv
- Ladislav Nagy – kongo
- Roman Tefr – kongo
- Jitka Hroudová – kotle, bonga
- Petr Blahut – buben
- Patrik Beránek – bicí souprava
- Kristýna Vrabcová - tamburína, zpěv

## Logo kapely
Logem kapely je lev se zaťatou pěstí na vozíčku. Symbolizuje víru, že v životě prohrává jen ten, kdo všechno vzdává předem.

## Činnost, spolupráce s dalšími umělci
Kapela pravidelně koncertuje po celé České republice a vyjíždí i do zahraničí. Ročně uskuteční okolo 60 koncertů.
Pravidelně se účastní na festivalech Mezi ploty, Rock for People nebo Ladronkafest. Vystupovala rovněž v zahraničí, mj. ve Španělsku, Velké Británii, Belgii, Rusku, Jeruzalémě, aj.
Na jednotlivých projektech, benefičních akcích nebo nahrávkách spolupracuje rovněž s dalšími českými umělci – zpěváky a skladateli, mj. s Danem Bártou, Xindlem X, Wabi Daňkem, Lou Fanánkem Hagenem, Tomášem a Matějem Belkem  a herci (např. Zdeněk Svěrák, Tomáš Hanák, Petr Čtvrtníček, Jiří Suchý aj.) 
Kapela rovněž vyjíždí na turné, které slouží k získání financí na rozšíření Jedličkova ústavu v Praze a vybudování vzdělávacího centra pro postižené.

## Diskografie
Studiová alba
- 2006 Hopšidyridy (natočena spolu s ukrajinskou kapelou Hucylyk)
- 2010 Párty na kolečkách (natočeno spolu s dalšími umělci a zpěváky – např. Zdeněk Svěrák, David Koller, Ewa Farna, Matěj Ruppert, aj.)[8]
- 2013 Moje Volba (včetně hitu „Řiditel autobusu“)
- 2016 Noha na kolejích[9][10]
- 2022 20 let na palubě (LP)

Live alba
- 2010 The Tap Tap v Opeře
- 2011 The Tap Tap v Opeře (Mikulášská 2011)
- 2014 Mikulášská v Opeře 2014
- 2015 Mikulášská v Opeře 2015
- 2016 Mikulášská s The Tap Tap 2016 Forum Karlín
- 2017 Nefňuka (záznam divadelního představení, Nová scéna Národního divadla)

## Filmografie
- 2010 The Tap Tap (dokumentární film), režie Zora Cejnková – film  představuje zakladatele a kapelníka Šimona Ornesta a tři členy kapely: Janu Augustinovou, Jiřího Holzmanna a Ladislava Angeloviče.[11]
- 2015 Na cestě (dokumentární film), režie Jiří Diviš – o životě na vozíčku třech absolventů Jedličkova ústavu, z nichž dva jsou členy kapely The Tap Tap
- 2019 Postiženi muzikou (dokumentární film), režie Radovan Síbrt

## Divadelní produkce
- 2016 Jiří Ornest, Jan Rybář, Šimon Ornest: Nefňuka aneb podivuhodná dobrodružství Kristla Špána na souši a na moři (The Tap Tap), Nová scéna, režie Jiří Ornest a Jakub Maceček, (scénář a texty písní Jiří Ornest, hudba Jaroslav Svoboda (Traband), scéna a loutky Petr Matásek, hudební režie Šimon Ornest)

Jedná se o hru podle předlohy Jésus Betz od Freda Bernarda a Francoise Roca se scénou a loutkami rozhýbanými elektrickými vozíky členů The Tap Tap. Hlavním hrdinou je zde hendikepovaný kluk, který se nevzdává a dotáhne to až na ředitele vlastního cirkusu. Některé role hrají členové Jedličkova ústavu, živě doprovází The Tap Tap, diriguje Šimon Ornest. Premiéru měla inscenace na Nové scéně Národního divadla v Praze v roce 2016, další reprízy v letech 2017–2018. Uváděno také ve Východočeském divadle v Pardubicích. 

## Výstavy
- 2014 The Tap Tap načerno (Galerie Atrium, Praha) – kapele není cizí černý humor, výstava prezentovala kreslené vtipy o lidech s handicapem od osmi výtvarníků z časopisu Sorry.[7]
- 2018 The Tap Tap v Muzeu (Dům u Zlatého prstenu, Praha) – sochy členů souboru v nadživotní velikosti

## Zajímavosti
- Klip k písničce „Džony Macháček“ se natáčel v ženské věznici ve Světlé nad Sázavou. Autorem textu a hudby je frontman kapely Poletíme? Rudolf Brančovský, zpívá Jan Macháček.[15]
- Někteří členové kapely, kteří se pohybují na vozíčku,  se zúčastňují každoročního slaňování Nuselského mostu na vozíku[16]
- Ve videoklipu k písni „Řiditel autobusu“, kterou pro kapelu napsal Xindl X, si vedle autora zahráli například Vojtěch Dyk či Dan Bárta.[17]